# Michel Henricot
Pour les articles homonymes, voir Henricot.
Michel Henricot est un peintre et aquarelliste français né le 8 juillet 1936 à Douai et mort le 16 février 2022 à Chalon-sur-Saône.

## Biographie
Michel Henricot naît le 8 juillet 1936 [1] à Douai, d'un père d'origine italienne et d'une mère du Nord de la France. Ses parents s'installent à Paris quand il a trois ans. En 1939 son père est mobilisé puis rapidement rapatrié à cause d'un grave problème de santé. Il décède en 1941. Michel ne gardera de son père que le souvenir d'un grand corps entouré de bandages ce qui ne sera pas sans conséquence pour sa peinture.
Il effectue des études rapides et distraites qu’il abandonne à 15 ans pour travailler comme graveur de musique dans une maison d’édition. Parallèlement il étudie le piano et peint chaque soir après son travail. Il a toujours dessiné et peint ; simplement, à l’âge ou les autres enfants s’arrêtent, lui a continué.
Il fréquente régulièrement les musées, le Museum d’Histoire naturelle de Paris pour dessiner des squelettes, le Louvre où il passe des heures à percer les mystères de la technique des peintres italiens, et où il va découvrir la civilisation égyptienne qui le fascine et inspirera nombre de ses œuvres. Il fréquente également le musée Gustave Moreau pour ses toiles d'une sombre splendeur. Il découvre l’œuvre de Max Klinger et particulièrement « le gant » qui déclenchera cher lui tout un processus de création. Il est hypnotisé par les tableaux surréalistes, surtout par les magnifiques forêts pétrifiées de Max Ernst.  
Il peint tous les soirs dans le petit studio qu'il occupe avec sa mère. Un ami lui propose alors d’accrocher quelques gouaches dans sa vitrine. A sa stupéfaction elles vont être vendues, il est alors approché par un galeriste de renom qui lui organise une exposition personnelle qui est un succès. Lors d’une exposition suivante la peintre Léonor Fini lui laisse un petit mot en lui demandant de la rappeler, elle avait été prévenue par le peintre Joseph Chapsky, qu’un jeune peintre intéressant était à voir. L'artiste est invité chez elle ou elle vivait avec l’écrivain Constantin Jelensky : ce sera le début d’une très longue et riche amitié.  
Il effectue son service militaire en Allemagne puis en Algérie où il est affecté au Deuxième bureau avec pour mission de photographier les cadavres des rebelles tués pendant la nuit. A son retour il commence véritablement à peindre en professionnel et participe à de nombreuses expositions. Tous les étés il va rejoindre et travailler pendant plusieurs mois avec Leonor Fini et Stanislao Lepri au monastère de Nonza en Corse, où il rencontrera de nombreuses personnalités du monde de l'art, du cinéma et de la littérature. 
Il meurt à l'âge de 85 ans le 16 février 2022 à Chalon-sur-Saône.

## Expositions personnelles
- 1958 : Galerie de l'Odéon, Paris
- 1960 : Galerie "Le soleil dans la tête", Paris
- 1961 : Galerie de Marignan, Paris
- 1964 : "Kunstkabinet", Hambourg
- 1966 : Galerie Desbrières, Paris
- 1971 : Galerie 'Il Fauno", Turin
- 1973 : Galerie Braumüller, Paris
- 1975 : Galerie Braumüller, Paris
- 1975 : Museum, Heidelberg
- 1979 : Galerie Braumüller, Paris
- 1983 : Galerie Campo, Anvers
- 1985 : Galerie G Laubie, Paris
- 1988 : Galerie Boyd/Sherrel, Los Angeles
- 1989 : Galerie Terre des Arts, Lyon
- 1990 : Galerie Dmochowski, Paris
- 1992 : Galerie Dmochowski, Paris
- 1993 : Kunsthaus Dr.Hans Hartl, Freising
- 1993 : Maison de la Culture, Metz
- 2000 : Panorama Museum, Bad Frankenhausen
- 2003 : Galerie Minsky, Paris
- 2011 : Réfectoire des moines, Tournus
- 2014 : Galerie de la Voûte, Vincennes
- 2017 : Galerie Minsky, Paris
- 2019 : Galerie "d'Art et d'Or", Chatillon S/Seine
- 2019 : Festival de l'imaginaire, Tonnerre
- 2022 : Centre International de la Culture, Cracovie